# Stigmella anomalella
The Rose Leaf Miner (Stigmella anomalella) là một loài bướm đêm thuộc họ Nepticulidae. Loài này có ở khắp châu Âu, phía đông đến miền nam part of the Palearctic ecozone.

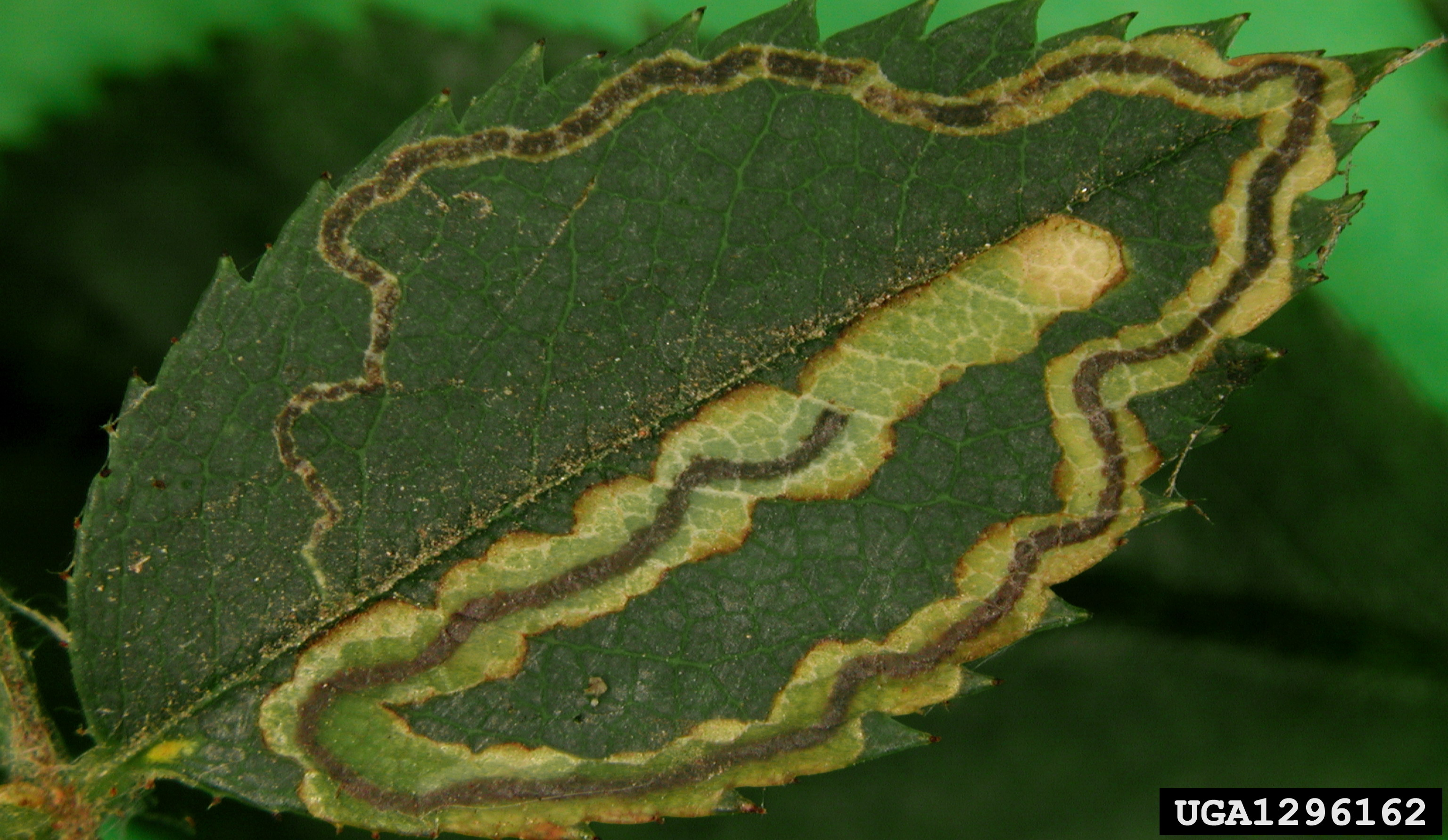
Stigmella anomalella mine

Sải cánh dài 5–6 mm. Con trưởng thành bay từ tháng 5 đến tháng 8. Có hai lứa trưởng thành một năm.
Ấu trùng ăn Potentilla caulescens, Rosa arkansana, Rosa canina, Rosa centifolia, Rosa glauca, Rosa pendulina, Rosa rubiginosa, Rosa rugosa, Rosa tomentosa, Rosa wichuriana, Sanguisorba minor và Sanguisorba officinalis. Chúng ăn lá nơi chúng làm tổ. 